# Brandenburgh (Sneek)
Brandenburgh, ook wel geschreven als Brandenburg, is de benaming voor een woon- en werkhuis op de hoek van het Kleinzand en de Gedempte Poortezijlen, in de binnenstad van Sneek.
Het pand bestaat uit een zadeldak met hiervoor een wit gepleisterde trapgevel met toppilaster. Het stamt uit de 16e eeuw, en is sinds 1968 aangemerkt als rijksmonument. Het dankt haar naam aan de voormalige drukkerij en uitgeverij Brandenburgh & Co, die hier tot 1975 was gevestigd. L. Brandenburgh, de vader van de laatste directeur van de onderneming, was ook penningmeester van het tegenovergelegen Fries Scheepvaart Museum.
In 1985-1986 is het gebouw volledig gerenoveerd. De voorgevel was bouwvallig en moest worden afgebroken. Na de renovatie is het pand in gebruik genomen door architectenbureau A. Wijbenga.

Later zou het Sneeker Nieuwsblad zich hier vestigen.

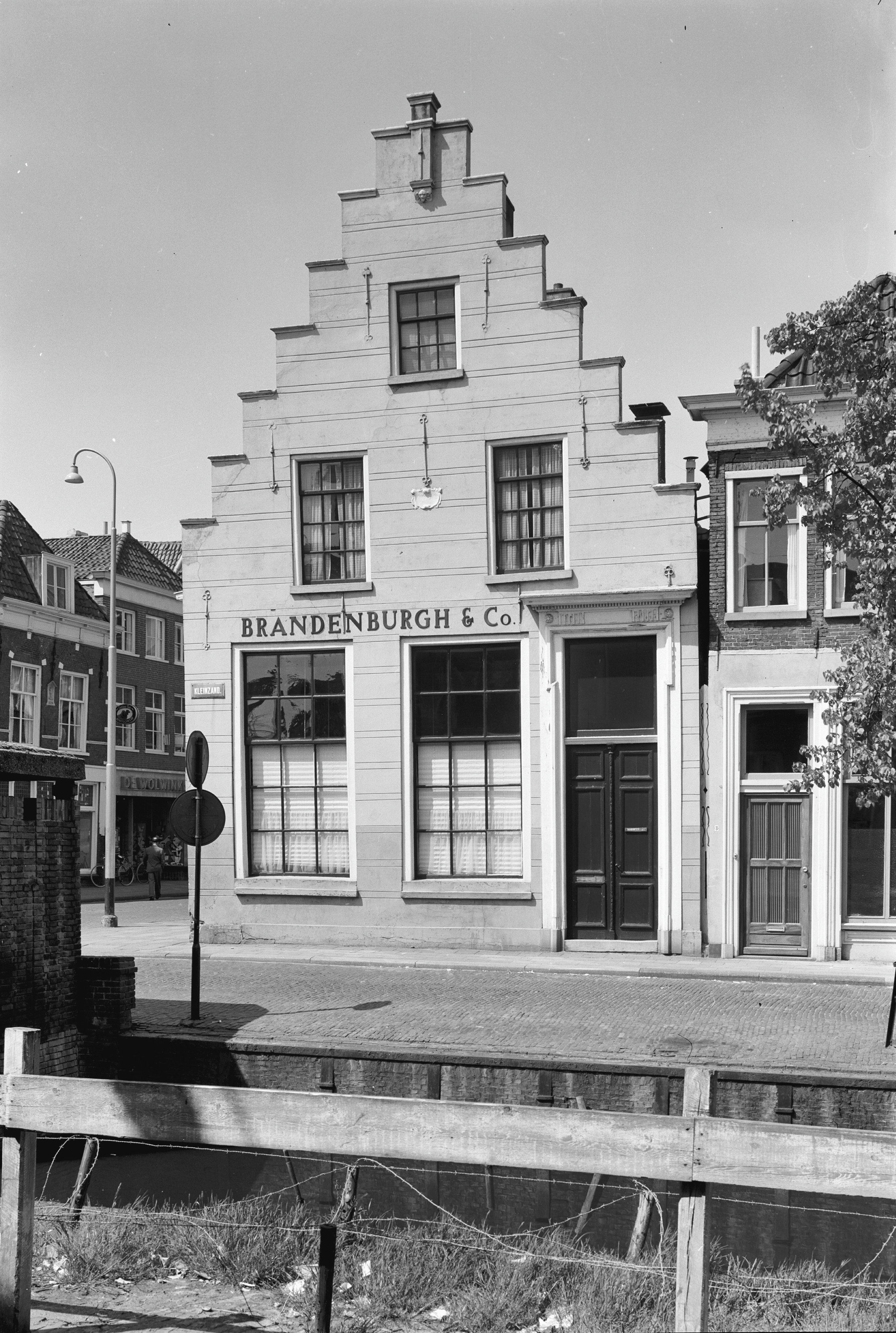
Brandenburgh in mei 1964